# La decisión del rey
La decisión del rey (en noruego: Kongens nei, que significa "El No del Rey") es una película biográfica de drama histórico y cine bélico de 2016 dirigida por Erik Poppe. Es una coproducción de Noruega, Suecia, Dinamarca e Irlanda, y fue seleccionada como la entrada noruega a la Mejor Película en Lengua Extranjera en la 89.ª edición de los Premios Óscar. La película llegó a la lista corta de nueve películas para ser consideradas para una nominación en la 89.ª edición de los Premios Óscar.

## Argumento
La película se centra en el rey Haakon VII y la familia real noruega en los días previos e inmediatamente posteriores a la invasión alemana de Noruega en abril de 1940.
El 8 de abril, el príncipe heredero Olav informa a su padre que el barco de transporte que se hundió frente a Lillesand ese mismo día transportaba soldados alemanes, y expresa su preocupación porque el gobierno del primer ministro Johan Nygaardsvold se niega a renunciar a la neutralidad de Noruega frente a agresión alemana. En la embajada alemana en Oslo, el enviado alemán Curt Bräuer recibe instrucciones del agregado militar, el teniente coronel Hartwig Pohlman, para alentar al gobierno noruego a permitir la entrada de tropas alemanas al país, con el pretexto de defender Noruega de una invasión británica . Temprano a la mañana siguiente, Bräuer lleva la oferta alemana al Ministro de Relaciones Exteriores Halvdan Koht; después de consultar al Gabinete, Koht se niega y afirma que Noruega es una nación soberana.
Mientras tanto, en la Fortaleza de Oscarsborg, cerca de Drøbak, el coronel Birger Eriksen prepara su guarnición sin personal y sin experiencia para el combate, mientras recibe informes de las fortalezas periféricas de los barcos alemanes entrantes. Temprano en la mañana del 9 de abril, Eriksen ve al crucero alemán Blücher entrando en Drøbak Sound . A pesar de no haber recibido instrucciones de Oslo para enfrentarse, Eriksen considera que el barco alemán es hostil y da la orden de disparar, y los cañones de la fortaleza y la batería de torpedos hunden al Blücher . El primer ministro Nygaardsvold telefonea al rey, le informa de la invasión inminente y le aconseja que huya de Oslo. La familia real aborda un tren para Hamar, donde el Parlamento noruego se reúne para discutir las negociaciones con Alemania. Bräuer se encuentra con el jefe de policía de Oslo, Kristian Welhaven, su intermediario con el gabinete noruego, para asegurarles su deseo de negociar; al mismo tiempo, Pohlman recibe órdenes de Berlín de enviar paracaidistas a Hamar para capturar al rey y al gabinete. El líder de Nasjonal Samling, Vidkun Quisling, se autoproclama Primer Ministro por la radio nacional y llama al pueblo noruego a aceptar las fuerzas de ocupación alemanas. Bräuer recibe instrucciones del propio Hitler para ir directamente al rey y convencerlo de que reconozca el gobierno de Quisling, aunque Bräuer está convencido de que ni Haakon ni el gabinete lo aceptarán.
A medida que las tropas alemanas avanzan hacia Hamar, la familia real y el gabinete se trasladan a Elverum, donde se toma la decisión de enviar a la esposa y los tres hijos de Olav a Suecia mientras el rey y el príncipe heredero permanecen en el país. Justo después de la medianoche del 10 de abril, los paracaidistas alemanes atacan una barricada en Midtskogen y los voluntarios noruegos los rechazan. En Nybergsund, el Gabinete se reúne para discutir la solicitud de Bräuer de encontrarse solo con el Rey para poner fin a las hostilidades. A pesar de las objeciones de Olav y los temores por la seguridad de su padre, Haakon accede a reunirse con Bräuer en Elverum. Bräuer insta a Haakon a seguir el ejemplo de su hermano mayor, el rey Christian de Dinamarca, para capitular sin más resistencia. Haakon transmite las demandas alemanas al Gabinete y afirma que no puede aceptar a Quisling como Primer Ministro, ofreciendo abdicar si el Gabinete piensa lo contrario. Inspirado por la decisión del Rey, el Gabinete informa a Bräuer de su negativa. En respuesta, aviones alemanes bombardean Elverum y Nybergsund, lo que obliga a Haakon y al gabinete a huir al bosque.
El Rey, el Príncipe Heredero y el Gabinete finalmente escapan a Gran Bretaña, donde permanecen hasta el final de la guerra. En mayo de 1945, tras la rendición alemana, Haakon se reúne con su nieto, el príncipe Harald, en Londres antes de que la familia real regrese a Noruega.

## Reparto
- Jesper Christensen como Rey Haakon VII
- Anders Baasmo Christiansen como Príncipe Heredero Olav
- Tuva Novotny como Princesa heredera Märtha
- Katharina Schüttler como Anneliese Bräuer
- Karl Markovics como Curt Bräuer
- Juliane Köhler como Diana Müller
- Erik Hivju como Coronel Birger Eriksen
- Espen Sandvik como Capitán Magnus P. Sødem
- Arthur Hakalahti como Guardia Fredrik Seeberg
- Rolf Kristian Larsen como Sargento Brynjar Hammer
- Svein Tindberg como Peder Anker Wedel Jarlsberg
- Gerald Pettersen como Primer Ministro Johan Nygaardsvold
- Ketil Høegh como Ministro de Relaciones Exteriores Halvdan Koht
- Andreas Lust como Oberstleutnant Hartwig Pohlman
- Jan Frostad como Presidente del Storting C. J.Hambro
- Magnus Ketil Dobbe como Príncipe Harald
- Sofie Falkgård como Princesa Ragnhild
- Ingrid Ross Raftemo como Princesa Astrid
- Udo Schenk como Adolf Hitler (voz)
- Torfinn Nag como jefe de policía Kristian Welhaven
- Jan Petter Dickman como Ivar Lykke

## Lanzamiento
La película se mostró por primera vez a toda la actual familia real noruega en el Palacio Real de Oslo el 16 de septiembre de 2016.

## Recepción
En el sitio web de agregador de reseñas Rotten Tomatoes, la película tiene un índice de aprobación del 83% según las reseñas de 24 críticos, con un promedio ponderado de 6.6/10. En Metacritic, la película tiene una puntuación de 64 sobre 100, según las reseñas de 8 críticos.